# Зенит-412
Зени́т-412DX и Зени́т-412LS — российские малоформатные однообъективные зеркальные фотоаппараты с полуавтоматической установкой экспозиции при помощи заобъективного TTL-экспонометра.

## История
Выпускались на Красногорском механическом заводе:
«Зенит-412DX» с 2000 по 2005 год,
«Зенит-412LS» с 2002 по 2005 год.

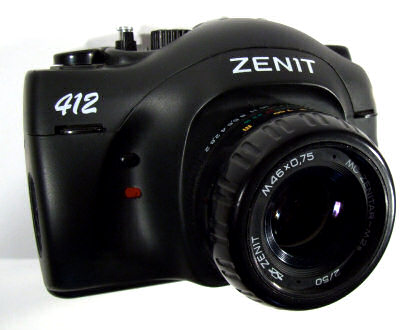
«Зенит-412»

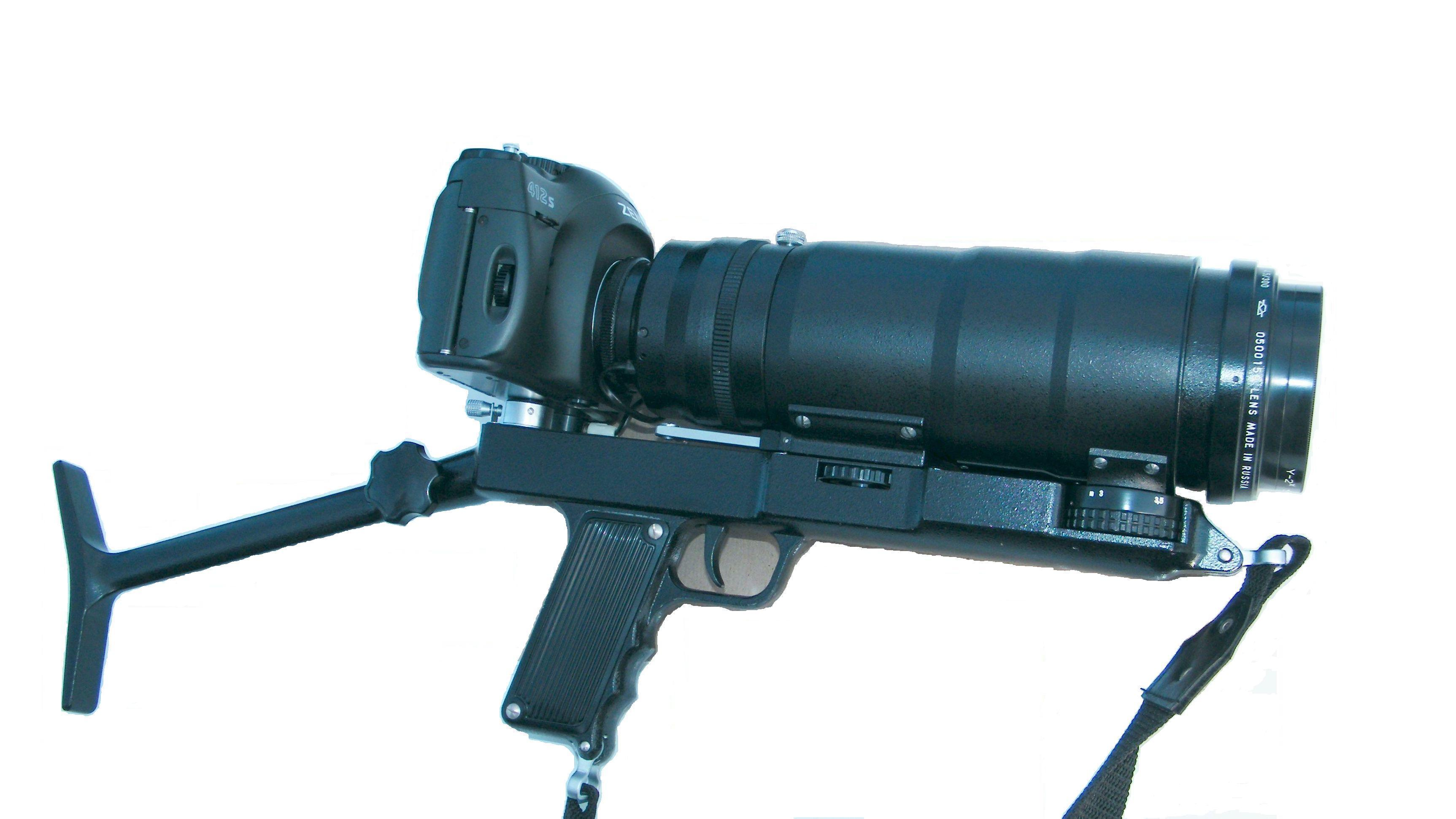
Фоторужьё «ФС-412», фотоаппарат «Зенит-412S», объектив «Таир-3С»

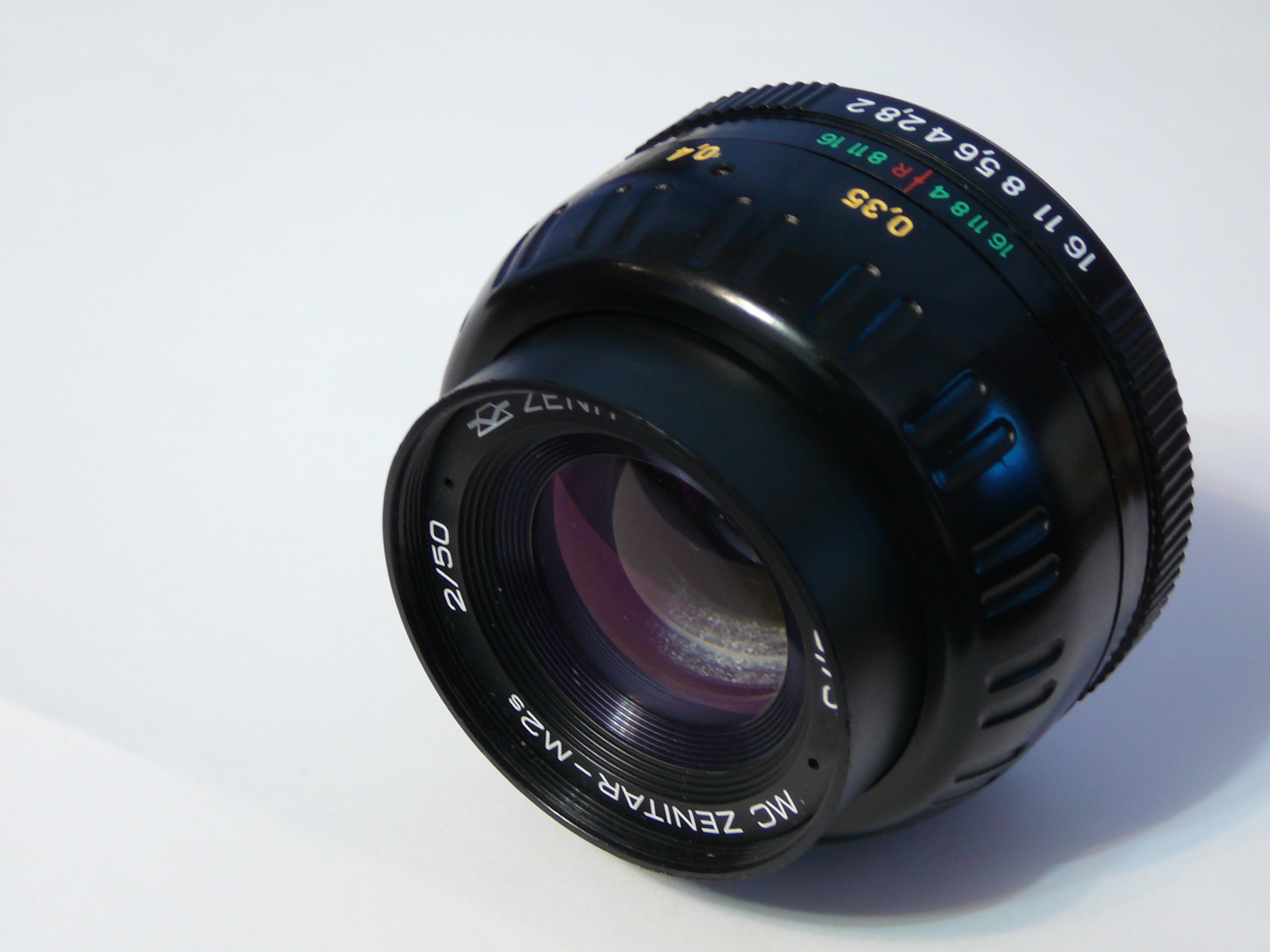
Объектив «МС Зенитар-М2s» 2/50

Всего выпущено: «Зенит-412DX» — 21 257 экземпляров, «Зенит-412LS» — 25 197 экземпляров фотоаппарата.

## Описание
Являются модификацией фотоаппарата «Зенит-312m».
Крепление объективов — резьбовое соединение M42×1/45,5.
Основное отличие — ввод светочувствительности фотоплёнки по DX-коду. Головка установки светочувствительности отсутствовала.
«Зенит-412DX» — рассчитан на фотоплёнку с DX-кодом 100, 200 и 400 ед. ГОСТ (ISO).
«Зенит-412LS» — расширен диапазон вводимых значений светочувствительности.
- При применении кассеты без DX-кода устанавливается светочувствительность 100 ед. ГОСТ (ISO).

Дизайн и форма корпуса фотоаппаратов близки к внешнему виду аппаратов «Зенит-212k» и «Зенит-312m». Корпус отделан пластиковыми панелями.

## Технические характеристики
- Тип применяемого фотоматериала — 35-мм перфорированная фотокиноплёнка шириной 35 мм (фотоплёнка типа 135) в кассетах. Размер кадра — 24×36 мм.
- Корпус — литой из алюминиевого сплава, с пластмассовой открывающейся задней стенкой, скрытый замок.
- Курковый взвод затвора и перемотки плёнки. Обратная перемотка рулеточного типа. Счётчик кадров самосбрасывающийся при включении обратной перемотки плёнки.
- Затвор — механический, шторно-щелевой с горизонтальным движением матерчатых шторок. Выдержки затвора — от 1/30 до 1/500 сек, «B» и длительная. Выдержка синхронизации с электронной фотовспышкой — 1/30 с.
- Центральный синхроконтакт «Х».
- Штатный объектив:
  - МС «Зенитар-М» 2/50
  - МС «Зенитар-М2» 2/50
  - МС «Зенитар-М2s» 2/50
- Тип крепления объектива — резьбовое соединение M42×1/45,5.
- Фокусировочный экран — линза Френеля с матовым кольцом и микрорастром, клинья Додена в центре.
- TTL-экспонометр (заобъективная экспонометрия) с одним сернисто-кадмиевым (CdS) фоторезистором. Светодиодная индикация о работе экспонометрического устройства в поле зрения видоискателя. Полуавтоматическая установка экспозиции на закрытой до рабочего значения диафрагме. При установленной светочувствительности фотоплёнки и выдержке вращением кольца установки диафрагмы необходимо добиться свечения светодиода зелёного цвета. Светодиоды красного цвета информируют о неправильной установке экспозиции: верхний — передержка, нижний — недодержка. При применении светофильтров автоматически вносятся поправки на их плотность.
- Механизм нажимной диафрагмы с приводом от спусковой кнопки. В качестве репетира диафрагмы используется её неполное нажатие, включающее экспонометр.
- Источник питания полуавтоматической экспонометрии — два элемента СЦ-32, МЦ-0,105 (современный аналог LR-44, AG-13)[3].
- Механический автоспуск.
- На фотоаппарате установлено центральное штативное гнездо с резьбой 1/4 дюйма.